# Sant Esteve de Juverri

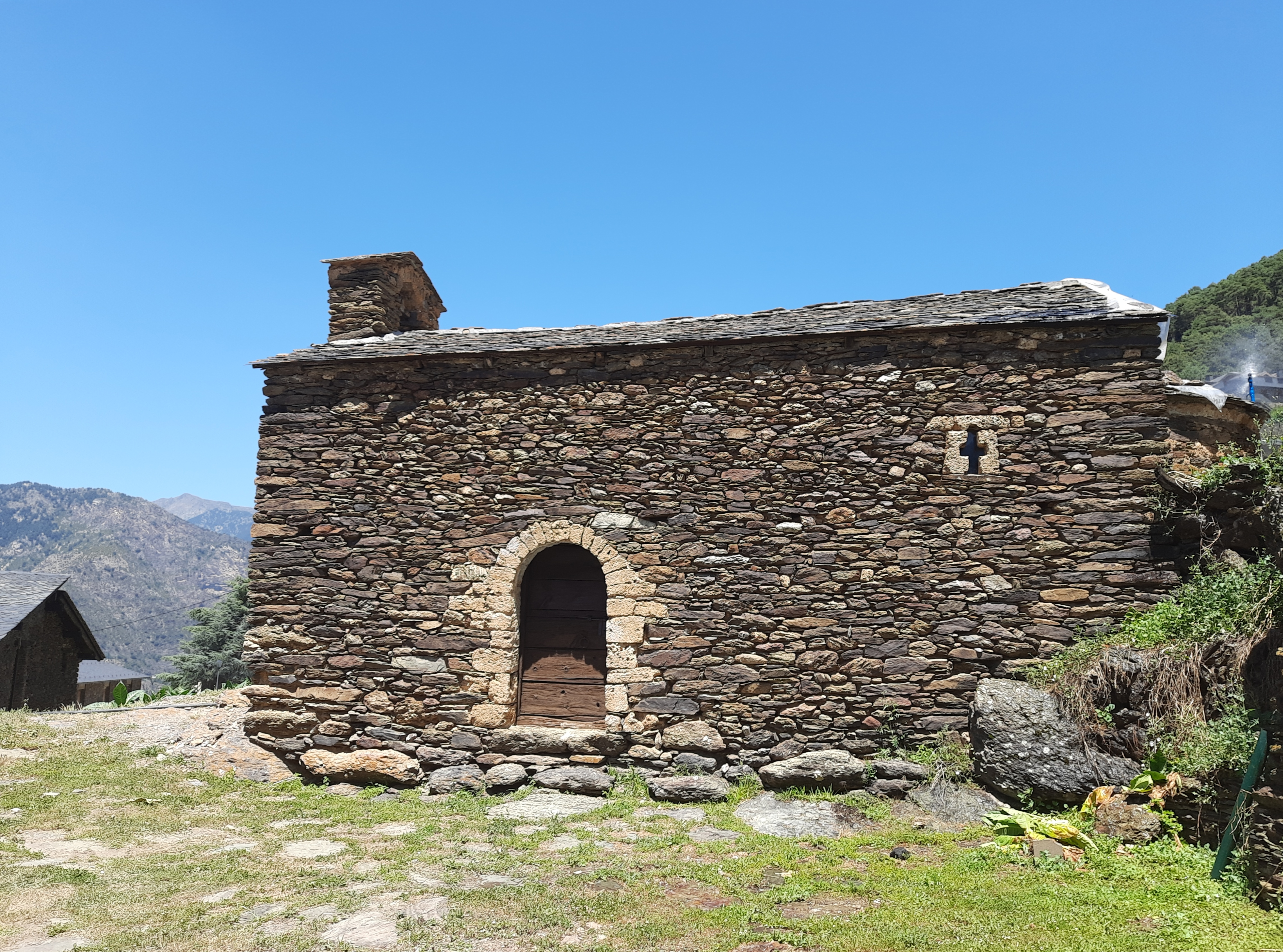

Sant Esteve de Juberri és una església edificada a finals del segle xi o principis del segle xii de petites dimensions i de caràcter rural ubicada a Juberri, poblet de la parròquia de Sant Julià de Lòria en direcció a la Rabassa, al Principat d'Andorra.
Està formada per una sola nau rectangular i que té la coberta de fusta. En el costat est s'obre un absis semicircular, parcialment enterrat pel desnivell del terreny. Només sobresurt aproximadament un metre i, per tant, no hi ha cap finestra que l'il·lumini, només una petita obertura cap al sud, ni té cap tipus d'ornamentació.
La porta d'accés s'obre en el mur sud. És un senzill arc de mig punt format per dovelles molt tosques. Al seu costat podem veure una finestra en forma de creu. Una finestra similar, però més elaborada es troba en el mur oest. Corona aquest mur un petit campanar de cadireta d'un sol ull.